# 동고산성
동고산성(東固山城)은 전북특별자치도 전주시 완산구 교동에 있는 산성이다. 1981년 4월 1일 전북특별자치도의 기념물 제44호로 지정되었다.

## 개요
동고산성은 통일신라시대에 쌓은 산성으로, 조선 순조 때 건너 편 산성을 남고산성이라 부르면서 붙여진 이름이다.
이 곳은 예로부터 후백제를 세운 견훤왕의 궁성터라는 말이 전해왔다.
백제 재건의 기치를 든 견훤왕은 신라 효공왕 4년(900)에 완산주를 점령하고 이곳에 도읍을 정해 37년간 존속했다.
1990년 발굴로 전면 22칸(84.4m) 측면 3칸(16.1m) 총 66칸(1,359m²) 넓이의 건물터가 조사되었는데, 이는 한국에서 발굴 조사된 단일 건물로는 가장 큰 규모이며, 이곳이 견훤왕의 궁성이었다는 주장을 뒷받침하고 있다.
비록 건물은 사라지고 터만 남았지만, 후백제를 세운 풍운아 견훤의 발자취가 시대를 뛰어 넘어 느껴지는 곳이다.

## 같이 보기
- 남고산성
- 견훤

## 참고 자료
- 동고산성 - 국가유산청 국가유산포털